# بلوط باتلاقی
بلوط باتلاقی (نام علمی: Quercus palustris) نام یک گونه از سرده بلوط است.